# Deroceras caucasicum
Deroceras caucasicum is een slakkensoort uit de familie van de Agriolimacidae. De wetenschappelijke naam van de soort is voor het eerst geldig gepubliceerd in 1901 door Simroth.